# Schmogrow-Fehrow
Schmogrow-Fehrow település Németországban, azon belül Brandenburgban. Lakosainak száma 809 fő (2023. december 31.). Schmogrow-Fehrow Schwielochsee, Drachhausen, Byhleguhre-Byhlen, Burg, Werben (Spreewald), Guhrow, Briesen és Dissen-Striesow községekkel határos.

## Népesség
A település népességének változása:
| Lakosok száma | 789  | 798  | 803  | 800  | 809  |
|               | 2017 | 2019 | 2021 | 2022 | 2023 |